# Ann Rose Nu Tawng
Ann Rose Nu Tawng (n. 1975) é uma freira católica xaveriana em Mianmar, que ofereceu sua vida para tentar salvar outras pessoas em 2021. Ela atraiu a atenção do Papa e da BBC, que a tornou uma de suas 100 mulheres mais inspiradoras do mundo daquele ano.

## Vida pregressa
Ann Rose Nu Tawng era uma das Irmãs de São Francisco Xavier.

## Protestos
Ann Rose percebeu quando a polícia perseguia jovens manifestantes em Myitkyina, capital do estado de Kachin, em Mianmar. Os manifestantes tinham escudos que construíram e capacetes enquanto a polícia estava fortemente armada. Os protestos seguiram-se ao golpe de estado de Aung San Suu Kyi, em 1 de fevereiro de 2021, pelos militares. Nu Tawng se ajoelhou para implorar à polícia que não fosse violenta com os jovens que estavam abrigados em sua clínica. Ela apontou que eles estavam protestando pacificamente, mas a polícia disse que eles precisavam cumprir seu dever. Então Ann Rose  se ajoelhou e sugeriu que se eles precisassem matar alguém, ela ofereceria sua vida.
A discussão com a polícia foi captada por uma câmera por um observador e postada online. O vídeo foi relatado pela BBC, pelo The Guardian, pela Reuters, e outros veículos de comunicação. Mais tarde, o Papa Francisco comentou sobre seu sacrifício.

## Reconhecimento
Em dezembro de 2021, a BBC reconheceu Ann Rose como uma de suas 100 mulheres mais inspiradoras do mundo.